# 넷빈즈
넷빈즈(NetBeans)는 자바 기반의 사용자 프로그램을 개발하기 위한 플랫폼 또는 자바, 자바스크립트, PHP, 그루비, C, C++, HTML5 등을 개발하기 위한 통합 개발 환경(Integrated Development Environment, IDE)를 말한다.
넷빈즈는 자바로 개발되어 있어 자바 가상 머신(JVM)이 갖추어진 환경이면 사용 가능하며 윈도우, 리눅스, 솔라리스(x86/x64, sparc), 맥 OS X의 경우에는 편리한 사용을 위하여 설치 파일이 제공된다.
이클립스와 함께 가장 널리 사용되는 무료 자바 IDE 중 하나이며 2007년에 제17회 졸트 상(Jolt Award)을 수상하였다.(개발환경부문)

## 지원 언어
넷빈즈는 다음과 같은 언어의 개발을 지원한다.
- 그루비
- 자바
- C, C++
- HTML5
- 종속형 시트
- 자바 서버 페이지
- PHP
- 자바스크립트
- 제이쿼리

또한 다음과 같은 소프트웨어를 번들로 제공한다.
- 글래스피시
- 아파치 톰캣

## 같이 보기
- Eclipse (소프트웨어)
- IntelliJ IDEA
- 썬 마이크로시스템즈